# Pygopus steelescotti
Espèce
Pygopus steelescotti est une espèce de geckos de la famille des Pygopodidae.

## Répartition
Ce lézard est endémique du Territoire du Nord en Australie.

## Étymologie
Cette espèce est nommée en l'honneur de Colin Steele-Scott.

## Publication originale
- James, Donnellan & Hutchinson, 2001 : Taxonomic revision of the Australian lizard Pygopus nigriceps (Squamata: Gekkonoidea). Records of the South Australian Museum, vol. 34, no 1, p. 37-52 (texte intégral)